# Tre Valli Varesine 1937
La Tre Valli Varesine 1937, diciannovesima edizione della corsa, si svolse l'11 aprile 1937 su un percorso di 231 km con partenza e arrivo a Varese. Organizzata dalla Società Ciclistica Binda e aperta a professionisti e indipendenti, fu vinta dall'italiano Olimpio Bizzi, che completò il percorso in 6h42'12" precedendo i connazionali Diego Marabelli e Glauco Servadei.

## Percorso
Il percorso della corsa, dopo il via da Varese, attraversò nella prima parte Gallarate (km 18,2), Somma Lombardo (km 30), Sesto Calende (km 34), Angera, Besozzo (km 55), Cittiglio, Laveno (km 65,5), Luino (km 80), la salita del Brinzio via Rancio e Varese. Nella seconda parte attraversò Olgiate Comasco (km 120), Como (km 136), Ponte Chiasso, la salita di San Fermo della Battaglia, di nuovo Olgiate Comasco, la salita di Viggiù, Porto Ceresio (km 180), Ponte Tresa (km 189,5) e la salita di Marchirolo; oltrepassati Cunardo, Grantola, Cuveglio, Cittiglio e il sasso di Gavirate, il percorso ebbe la sua conclusione allo Stadio del Littorio a Varese dopo 231 km.

## Ordine d'arrivo (Top 10)
| Pos. | Corridore          | Squadra | Tempo    |
| ---- | ------------------ | ------- | -------- |
| 1    | Olimpio Bizzi      | Fréjus  | 6h42'12" |
| 2    | Diego Marabelli    | Bianchi | s.t.     |
| 3    | Glauco Servadei    | Ganna   | a 34"    |
| 4    | Aldo Bini          | Bianchi | s.t.     |
| 5    | Pietro Rimoldi     | Ganna   | s.t.     |
| 6    | Giovanni Cazzulani | Legnano | s.t.     |
| 7    | Bernardo Rogora    | Gloria  | s.t.     |
| 8    | Luigi Macchi       | Gloria  | s.t.     |
| 9    | Vasco Bergamaschi  | Bianchi | s.t.     |
| 10   | Attilio Masarati   | Ganna   | s.t.     |